# Dan Rather

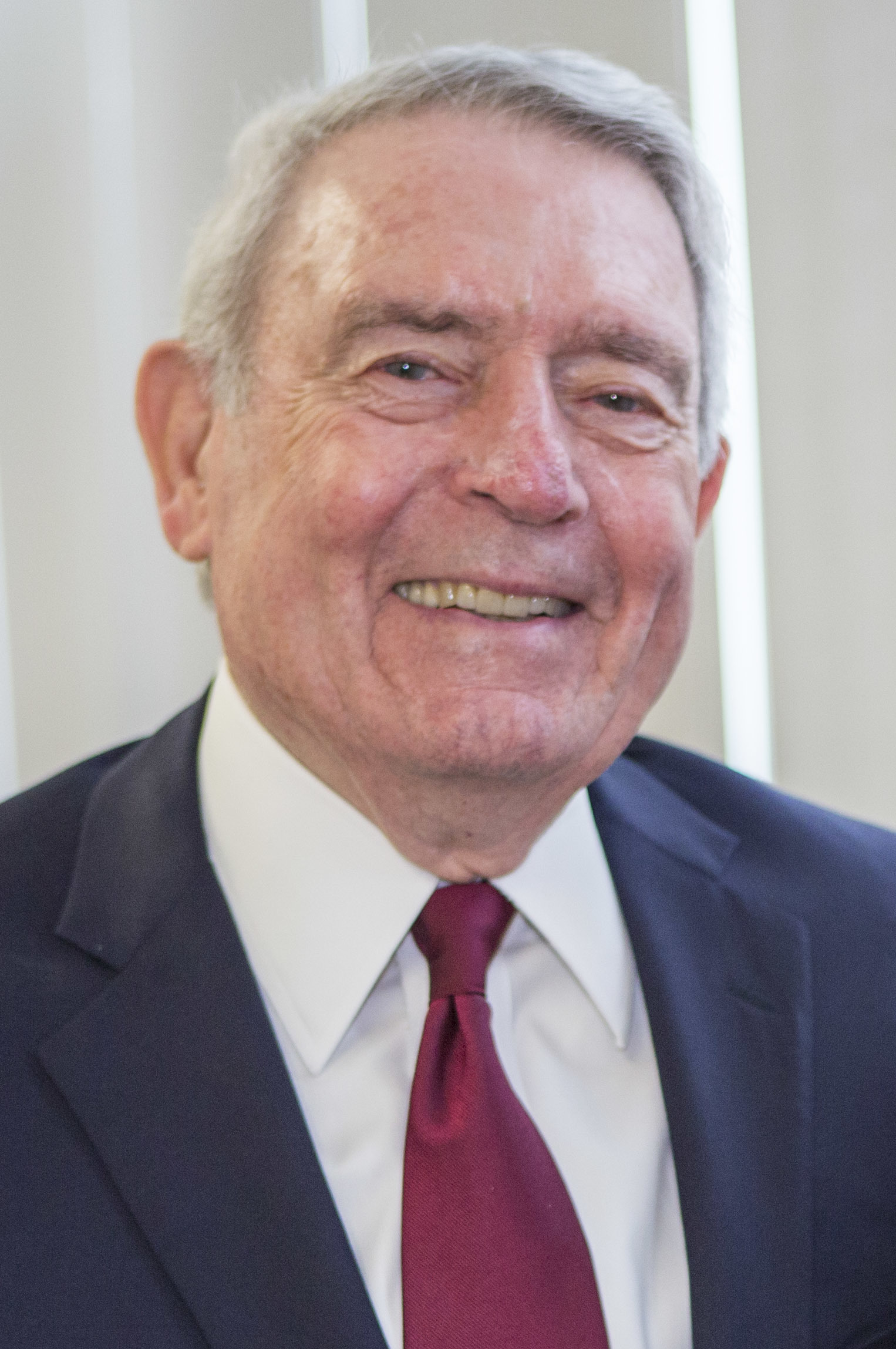
Dan Rather (2017)

Daniel Irvin Rather Jr. (* 31. Oktober 1931 in Wharton, Wharton County, Texas) ist ein US-amerikanischer Journalist. Er war von 1981 bis 2005 Nachrichtensprecher der CBS-Abendnachrichten. Zusammen mit Peter Jennings bei ABC News und Tom Brokaw bei NBC News war er von den 1980er- bis Anfang der 2000er-Jahre einer der „Big Three“ nächtlichen Nachrichtensprecher in den USA. Danach arbeitete er für die CBS-Sendung 60 Minutes. Mitte 2006 verließ Rather CBS.

## Biografie

### Ausbildungsjahre
Rather wurde 1931 als Sohn von Daniel Irvin Rather Sr. und Byrl Veda Rather, geborene Page, geboren. Nachdem er die High School absolviert hatte, erlangte er 1953 den Bachelor im Journalismus an der Sam Houston State University. Dort war er auch Herausgeber der Schulzeitung The Houstonian. Anschließend begann er ein Studium am South Texas College of Law, an dem er seit 1990 einen Ehrentitel besitzt.

### Karrierestart
Im Jahre 1950 übernahm Rather seinen ersten Job als Reporter für Associated Press in Huntsville, Texas. Anschließend arbeitete er unter anderem für United Press International, mehrere Radiostationen und den Houston Chronicle. 1959 begann mit seinem Wechsel zu KTRK-TV seine Fernsehkarriere. Er ging zu KHOU-TV, um dort Leiter der Nachrichtenabteilung zu werden.
1961 berichtete Rather live aus Galveston, Texas, wie der Hurrikan Carla auf die Küste traf. CBS war begeistert von ihm und nahm ihn 1962 unter Vertrag.
Am 28. Februar 1962 verließ Rather Houston und begab sich nach New York City zu einer sechsmonatigen Probezeit bei CBS. Passte eher nicht so leicht an die Ostküste. Zu seinen ersten Reportagen für CBS gehörten die Berichterstattung über den Absturz von Flug 1 der American Airlines in der Jamaica Bay und ein Bericht über die Erstickung von Kindern in einem Krankenhaus in Binghamton (New York). Kurz darauf wurde Rather zum Leiter des Südwestbüros von CBS in Dallas ernannt. Im August 1963 wurde er zum Leiter des Südbüros in New Orleans ernannt und war für die Berichterstattung über Nachrichtenereignisse im Süden, Südwesten, Mexiko und Mittelamerika verantwortlich.

### CBS News

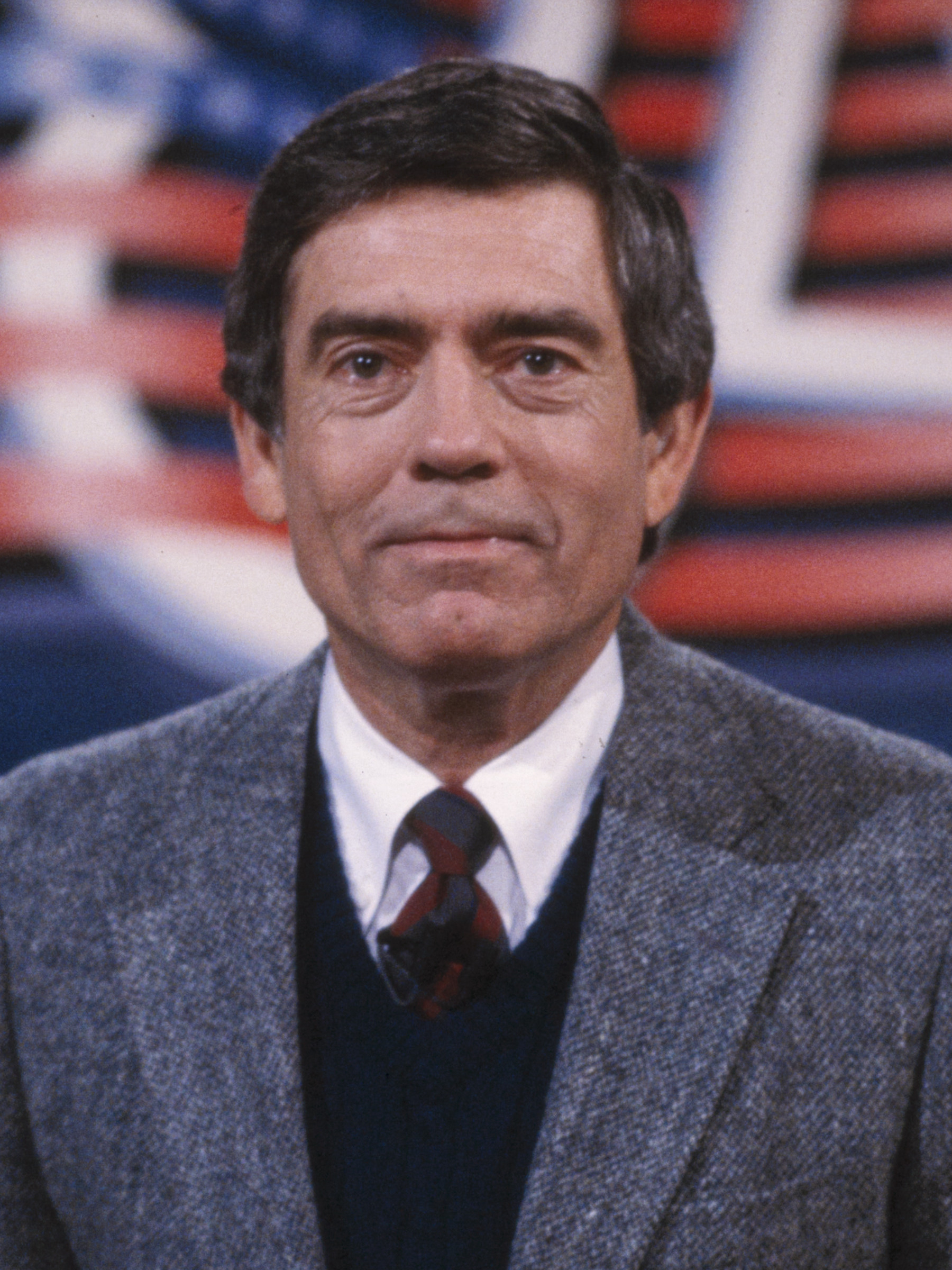
Dan Rather bei CBS (1984)

Rather war der erste Reporter, der vom Tod John F. Kennedys berichtete. Seine Berichterstattung auch in den folgenden Jahren führte zu großer Aufmerksamkeit seitens des Managements bei CBS. 1964 wurde er daher zum Korrespondenten im Weißen Haus. Kurze Zeit später wurde er zusätzlich Moderator der Sonntagabendnachrichten auf CBS. Durch seine harten Nachforschungen und konsequente Berichterstattung in der Watergate-Affäre wurde er berühmt.
Er wurde Chefkorrespondent bei CBS News Special Reports und Mitarbeiter der CBS-Sendung 60 Minutes. Der Erfolg bei diesen Aufgaben ließ ihn zum Kandidaten als Nachfolger von Walter Cronkite als Hauptanchorman und Chefredakteur der CBS Evening News werden. Am 9. März 1981 übernahm er diese Position. Mit den Worten „That’s part of our world tonight“ beendete er fast 20 Jahre lang seine Sendung. 1993 bis 1995 wurde Rather Connie Chung als Co-Anchor an die Seite gesetzt. Am 9. März 2005 leitete er die Sendung zum letzten Mal.
2003 führte er ein Aufsehen erregendes TV-Interview mit Saddam Hussein, in dem er mit ihm über die vermuteten Massenvernichtungswaffen im Irak und den drohenden Krieg der USA sprach.
Für kurze Zeit arbeitete er wieder als Korrespondent für 60 Minutes, war aber hauptsächlich auf Tour durch die USA. Im Juni 2006 wurde bekannt, dass CBS News Rathers Vertrag nicht mehr verlängert und Rather nach 44 Jahren CBS verlässt. Später war er als Produzent für den Internetfernsehkanal HDNet tätig und moderierte eine wöchentliche Sendung.

### Moderator der CBS Evening News
Nach dem Rücktritt von Präsident Richard Nixon im Jahr 1974 wurde Rather Chefkorrespondent der Dokumentarserie CBS Reports. Im Dezember 1975 wurde er Korrespondent der langjährigen Sonntagabendnachrichtensendung 60 Minutes – zu der Zeit, als die Sendung von einem Sonntagnachmittags-Sendeplatz auf die Hauptsendezeit verschoben wurde. Der dortige Erfolg verhalf Rather dazu, sich vor dem langjährigen Korrespondenten Roger Mudd durchzusetzen, der die Nachfolge von Walter Cronkite als Moderator und Chefredakteur der CBS Evening News antreten sollte.

### Bush-Kontroverse und Rücktritt
Während des Wahlkampfes zur Präsidentschaftswahl 2004 präsentierte Rather in der Sendung 60 Minutes Dokumente, die belegen sollten, dass Präsident George W. Bush sich der Einberufung zum Militärdienst im Vietnamkrieg entzogen hatte, indem er durch einflussreiche Freunde seinen Dienst stattdessen bei der Nationalgarde von Texas absolvieren konnte. Die Dokumente erwiesen sich jedoch als Fälschungen. Rather, der schon zuvor als (links-)liberal galt, wurde vorgeworfen, das politische Klima vor der Wahl ungebührlich gegen Bush beeinflussen zu wollen. CBS gestand erst zwei Wochen nach der Sendung ein, man sei „in die Irre geführt“ worden; Rather erklärte, er habe „im guten Glauben“ gehandelt. Die Kontroverse beschleunigte sein Ausscheiden: Seine letzte Evening-News-Sendung moderierte er am 9. März 2005. Im Jahr 2007 verklagte Rather CBS auf 70 Millionen Dollar Schadenersatz: Er sei für die Fehler seines früheren Senders zum „Sündenbock“ gemacht worden. Die Klage wurde 2009 abgewiesen.

### Soziale Medien
Für sechs Monate war Rather 2018 für das Online-Nachrichtenportal TYT-Network (The Young Turks) im Rahmen einer wöchentlichen Show The News with Dan Rather tätig. In den etwa halbstündigen YouTube-Videos präsentiert er seine Sichtweise zu aktuellen politischen und sozialen Themen.
Mit 85 Jahren wurde Rather 2017 in den sozialen Medien aktiv, um die Informationspolitik Donald Trumps kritisch zu hinterfragen; seine Facebook-Gemeinde zählt über 2,5 Millionen Anhänger.

### Autor
2017 veröffentlichte er zusammen mit dem Dokumentarproduzenten Elliot Kirschner das Buch What Unites Us: Reflections on Patriotism, das in die Bestsellerlisten aufstieg.

## Sonstiges
- In der US-Fernsehserie Cougar Town wird Rather von der Hauptfigur Jules Cobb (gespielt von Courteney Cox) erwähnt, als sie von ihrer Freundin Laurie Keller (gespielt von Busy Philipps) gefragt wird, mit wem sie gerne einmal Sex hätte.[7]
- Rather wurde 1986 auf dem Nachhauseweg von einem Unbekannten angegriffen, der ihn immer wieder anbrüllte “Kenneth, what’s the frequency?” („Kenneth, wie ist die Frequenz?“). Dieser Vorfall führte zu blühenden Spekulationen über die Bedeutung dieses Satzes, bis hin zu Spionagegeschichten, und inspirierte Michael Stipe zu dem R.E.M.-Song What’s the Frequency, Kenneth?[8][9]. Erst Jahre später stellte sich heraus, dass der psychisch verwirrte Täter, William Tager – der inzwischen einen Fernseh-Angestellten ermordet hatte – glaubte, dass ihm über Fernsehwellen Signale in seinen Kopf gesandt würden.[10] William Tager wurde 2010 auf Bewährung entlassen.[11]
- Die Umstände von Rathers Rücktritt im Rahmen der Bush-Kontroverse wurden 2015 im Film Der Moment der Wahrheit verarbeitet. Robert Redford spielte die Rolle von Dan Rather.